# Polska Formuła 3 Sezon 2008
2008 – dziewiętnasty i ostatni sezon Polskiej Formuły 3, rozgrywany w ramach WSMP.

## Zwycięzcy
| Runda | Data        | Tor       | Pole position     | Najszybsze okrążenie | Zwycięzca (kierowcy) | Zwycięzca (zespoły)       |
| ----- | ----------- | --------- | ----------------- | -------------------- | -------------------- | ------------------------- |
| 1     | 17 maja     | Most      | ?                 | ?                    | Maurycy Kochański    | Automobilklub Rzemieślnik |
| 2     | 18 maja     | Most      | ?                 | ?                    | Maurycy Kochański    | Automobilklub Rzemieślnik |
| 3     | 27 czerwca  | Klettwitz | Maurycy Kochański | ?                    | Maurycy Kochański    | Automobilklub Rzemieślnik |
| 4     | 28 czerwca  | Klettwitz | Maurycy Kochański | ?                    | Maurycy Kochański    | Automobilklub Rzemieślnik |
| 5     | 26 lipca    | Poznań    | Maurycy Kochański | ?                    | Maurycy Kochański    | Automobilklub Rzemieślnik |
| 6     | 27 lipca    | Poznań    | Maurycy Kochański | ?                    | Maurycy Kochański    | Automobilklub Rzemieślnik |
| 7     | 20 września | Brno      | Maurycy Kochański | ?                    | Maurycy Kochański    | Automobilklub Rzemieślnik |
| 8     | 21 września | Brno      | Maurycy Kochański | ?                    | Maurycy Kochański    | Automobilklub Rzemieślnik |

## Klasyfikacja kierowców
| Legenda oznaczeń w tabelach wyników Wyświetl szablon na nowej stronie | Legenda oznaczeń w tabelach wyników Wyświetl szablon na nowej stronie                                                                     |
| Oznaczenie                                                            | Wyjaśnienie |
| --------------------------------------------------------------------- | --- |
| Złoty                                                                 | Zwycięzca lub mistrzostwo |
| Srebrny                                                               | 2. miejsce lub wicemistrzostwo |
| Brązowy                                                               | 3. miejsce lub II wicemistrzostwo |
| Zielony                                                               | Ukończył, punktował (w klasyfikacji generalnej, gdy zdobył co najmniej jeden punkt na przestrzeni sezonu, poza trzema powyższymi opcjami) |
| Niebieski                                                             | Ukończył, nie punktował (w klasyfikacji generalnej, gdy nie zdobył co najmniej jednego punktu na przestrzeni sezonu)                      |
| Czerwony                                                              | Nie zakwalifikował się (NZ) |
| Czerwony                                                              | Nie prekwalifikował się (NPK) |
| Różowy                                                                | Nie ukończył (NU) |
| Różowy                                                                | Niesklasyfikowany (NS) (w klasyfikacji generalnej, gdy nie został sklasyfikowany w żadnym wyścigu sezonu)                                 |
| Czarny                                                                | Zdyskwalifikowany (DK) |
| Czarny                                                                | Wykluczony (WYK/EX) |
| Biały                                                                 | Nie wystartował (NW) |
| Biały                                                                 | Kontuzjowany (K/INJ) |
| Biały                                                                 | Wyścig odwołany (OD/C) |
| Bez koloru                                                            | Został wycofany (WYC/WD) |
| Bez koloru                                                            | Nie przybył (NP/DNA) |
| Bez koloru                                                            | Nie brał udziału w treningach (NT/DNP) |
| Bez koloru                                                            | Nie został zgłoszony (–) |
| Pogrubienie                                                           | Start z pole position |
| Kursywa                                                               | Najszybsze okrążenie wyścigu |
| †                                                                     | Nie ukończył, ale jego rezultat został zaliczony ze względu na przejechanie więcej niż 90% dystansu wyścigu.                              |
| *                                                                     | Sezon w trakcie |
| 1/2/3                                                                 | Punktowana pozycja w sprincie kwalifikacyjnym                                                                                             |
| Lista systemów punktacji Formuły 1                                    | |

| Poz. | Kierowca           | Zespół                    | MST | MST | LAU | LAU | POZ | POZ | BRN | BRN | Punkty |
| ---- | ------------------ | ------------------------- | --- | --- | --- | --- | --- | --- | --- | --- | ------ |
| 1    | Maurycy Kochański  | Automobilklub Rzemieślnik | 1   | 1   | 1   | 1   | 1   | 1   | 1   | 1   | 80     |
| 2    | Michał Gil         | Automobilklub Kielecki    | -   | -   | 2   | 2   | 2   | 2   | -   | -   | 32     |
| 3    | Cezary Szlawski    | Automobilklub Kielecki    | NU  | 2   | 3   | 3   | 3   | 3   | -   | -   | 32     |
| 4    | Bartosz Gradowski  | Automobilklub Kielecki    | 2   | 3   | 4   | 4   | NU  | NU  | -   | -   | 24     |
| 5    | Wojciech Jankowski | Automobilklub Rzemieślnik | -   | -   | -   | -   | NU  | NU  | 2   | 2   | 16     |